# Paris Hilton
Paris Whitney Hilton, född 17 februari 1981 i New York i USA, är en amerikansk skådespelerska, sångerska och fotomodell med kontrakt hos Ford Models.

## Biografi

### Privatliv
Paris Hilton föddes i New York som första barn till Richard Hilton, son till grundaren av hotellimperiet Hilton, och Kathy Hilton. Hon fick senare tre syskon; Nicky Hilton, Barron Nicholas Hilton och Conrad Hughes Hilton. Hon är sondotter till Barron Hilton. Under uppväxten flyttade hon runt mellan olika orter. Under sin tid i Beverly Hills genomförde hon sitt första år på high school vid Marywood-Palm Valley School. Familjen Hilton flyttade 1986 till New York, där hon fortsatte sina studier vid Dwight School. å bodde de i en svit på Waldorf Astoria Hotel på Manhattan och tillbringade semestrarna i Hamptons.
I maj 2005 offentliggjordes hennes förlovning med den grekiske rederiarvtagaren Paris Latsis. Förlovningen bröts dock några månader senare. I september 2006 greps hon misstänkt för rattfylleri. Hilton arresterades och dömdes till  villkorlig frigivning. Hon återvände till rätten  några månader senare sedan Los Angeles City Attorney's Office hävdade att hon hade brutit mot villkoren för sin villkorliga frigivning genom att köra med ett indraget körkort. I maj 2007 dömdes Hilton till 45 dagar i fängelse – ett straff som senare minskades till 23 dagar. Hilton anlände till Century Regional Detention Facility i Lynwood, Kalifornien, den 3 juni, direkt efter att hon hade medverkat på 2007 MTV Movie Awards. Hon frigavs efter tre dagar på grund av hälsoskäl. Domstolen beordrade henne att avtjäna sitt straff genom att tillbringa 40 dagar i husarrest. Efter att detta uppmärksammades som särbehandling tvingades hon tillbaka till fängelset. Hon frigavs slutligen den 26 juni 2007.
I maj 2008 offentliggjordes att hon förlovat sig med Benji Madden. Förlovningen höll i nio månader. Tio år senare, 2018, meddelades återigen att hon förlovat sig. Denna gång med Chris Zylka. Förlovningen bröts dock samma år.
Hilton gifte sig med Carter Reum 2021 och makarna fick sitt första barn, Phoenix Barron Hilton Reum, genom surrogatmödraskap i januari 2023. I november samma år föddes parets andra barn som fick namnet London.

### Karriär
Hiltons karriär började i och med deltagandet i TV-serien The Simple Life, där hon och Nicole Richie i första säsongen 2003 bytte ut sina privilegierade liv mot "det enkla livet" hos en bondfamilj. Den andra säsongen var de på husvagnssemester och i den tredje åkte de USA runt med Greyhoundbuss och provade på olika jobb. Paris Hilton var känd och omskriven redan innan TV-serien, främst för att hon var rik och orsakade skandaler. Hon har även designat egna kläder och skor och kommer att öppna en skoaffär helt med sina egna skor. 
Populariteten tog fart på allvar i oktober 2003, när en då tre år gammal privat sexvideo med henne och Rick Salomon spreds över Internet. 1 Night in Paris, som filmen hette, blev en bästsäljare år 2005.
Under 2006 började Paris Hilton även lanseras som popstjärna. Hennes första singel, Stars Are Blind, nådde stora framgångar på några av de största musiklistorna. I mitten av augusti 2006 släpptes hennes självbetitlade debutalbum. Hon fick också en gästroll i den framgångsrika serien Veronica Mars som en bortskämd flicka, tillsammans med Veronicas ex-vän, Logan.
Paris Hilton har medverkat som skådespelare i en rad filmer med mera. Den 8 februari 2008 hade långfilmen The Hottie and the Nottie premiär, och musikalen Repo! The Genetic Opera hade premiär 25 april samma år. Sedan har hon bland annat medverkat i skräckfilmen House of Wax och komedin Sex Drive.
Hilton har gästspelat som sig själv i den amerikanska tv-serien My Name is Earl.

## Filmografi
- 2001 – Zoolander (cameoroll som sig själv)
- 2003 – The Wonderland Murders
- 2003 – Katten
- 2004 – Helens små underverk
- 2004 – 1 Night in Paris
- 2005 – House of Wax
- 2006 – Veronica Mars
- 2007 – Pledge This!
- 2007 – Bottoms up
- 2008 – The Hottie and the Nottie
- 2008 – Repo! The Genetic Opera

## Diskografi

### Studioalbum
- 2006 – Paris

Hon har även gästspelat i hitserien O.C.

### Singlar
- 2006 – "Stars Are Blind"
- 2006 – "Turn It Up"
- 2006 – "Nothing in this World"
- 2007 - "Screwed"
- 2008 - "My BFF"
- 2013 - "Good Time"
- 2014 - "Come Alive"